# Regione Autonoma della costa caraibica settentrionale
La Regione Autonoma della costa caraibica settentrionale (Región Autónoma de la Costa Caribe Norte, abbreviato con l'acronimo RACN, oppure RACCN), fino al 2014 chiamata Regione Autonoma Atlantico Nord (Región Autónoma del Atlántico Norte oppure RAAN) è una delle due regioni autonome del Nicaragua, il capoluogo è la città di Puerto Cabezas. Nella sua giurisdizione rientra anche l'arcipelago delle Cayos Miskitos.

## Comuni
| # | Comune         | Popolazione 2005 |
| - | -------------- | ---------------- |
| 1 | Bonanza        | 18 633           |
| 2 | Mulukukú       | 29 838           |
| 3 | Prinzapolka    | 16 105           |
| 4 | Puerto Cabezas | 66 169           |
| 5 | Rosita         | 22 723           |
| 6 | Siuna          | 64 092           |
| 7 | Waslala        | 49 339           |
| 8 | Waspán         | 47 231           |